# Hatfield (Wisconsin)
Hatfield – jednostka osadnicza w Stanach Zjednoczonych, w stanie Wisconsin, w hrabstwie Jackson.